# Cela smrti
Cela smrti (v anglickém originále The Chamber) je americký právnický filmový thriller z roku 1996, který režíroval James Foley. Je natočen podle stejnojmenného románu Johna Grishama z roku 1994. Ve filmu hrají Chris O'Donnell, Gene Hackman (který se předtím objevil v jiné Grishamově adaptaci, ve filmu Firma), Faye Dunaway, Lela Rochon, Robert Prosky, Raymond J. Barry a David Marshall Grant. 

## Děj
V roce 1967 je kancelář právníka Marvina Kramera v Mississippi cílem bombového útoku Ku Klux Klanu. Při útoku zemřou jeho pětiletí synové, on sám přijde o nohy a později spáchá sebevraždu. Člen klanu Sam Cayhall je odsouzen k trestu smrti v plynové komoře.
O 29 let později se mladý právník Adam Hall rozhodne převzít Samův případ v posledních týdnech před popravou. Adam je Samovým vnukem, ale jeho rodina se od Cayhalla distancovala a změnila si jméno. Adam chce pochopit rodinné tajemství, které vedlo k sebevraždě jeho otce v roce Samova odsouzení.
V Mississippi se Adam setká se svou tetou Lee, alkoholičkou, která ho varuje před otevíráním minulosti. Ve vězení Sam odmítá projevit lítost a zakazuje Adamovi žádat o milost. Guvernér však přes svého poradce naznačí, že by o milosti uvažoval, pokud Sam odhalí další spolupachatele.
Adam zjistí nesrovnalosti v případu – Sam možná bombu nesestrojil a šlo o širší spiknutí. Se svou tetou odhalí rodinné tajemství: jako děti viděli Sama zabít černošského souseda, což vedlo k vině, jež zničila jejich rodinu. Adam získá tajné dokumenty, které potvrzují širší konspiraci a identifikují skutečného bombového atentátníka Rollieho Wedge. Když Adam Wedge konfrontuje, je napaden.
S blížící se popravou Sam lituje svých činů, smiřuje se s Lee a odmítá podporu Klanu. I když odtajní dokumenty, guvernér ho zradí a milost neudělí. Wedge je zatčen, ale Sam je popraven. Adam a Lee se smiřují v naději, že minulost už je za nimi.